# Mostar Sevdah Reunion
Mostar Sevdah Reunion je muzička grupa iz Mostara, čiji se muzički stil gotovo u celosti sastoji od sevdaha, sevdalinki i romske muzike u modernim aranžmanima.

## Istorija
Idejni osnivač benda je producent i menadžer Dragi Šestić.
Prvi album je snimljen i izdat 1999. godine za izdavačku kuću World Connection iz Holandije. Nakon toga je usledila saradnja sa Šabanom Bajramovićem i izdavanje drugog albuma pod nazivom A Gypsy Legend 2001. Nakon saradnje sa Šabanom Bajramovićem, Dragi Šestić je pokrenuo izdavačku kuću Snail Records 2002. godine i sa Ljiljanom Batler je snimio dva albuma (The Mother of Gypsy Soul 2002. i The legends of Life 2005). U međuvremenu je snimljen album A Secret Gate 2003. godine.
Bend je 2006. godine ponovo snimio album sa Šabanom Bajramovićem, a 2007. i album Cafe Sevdah sa pevačem Nerminom Alukićem Čerkezom.

## Sastav benda
- Mišo Petrović (gitara)
- Sandi Duraković (gitara)
- Antonija Batinić (vokal)
- Marko Jakovljević (bas)
- Vanja Radoja (violina )
- Gabrijel Prusina (klavir)
- Senad Trnovac (bubnjevi)

## Diskografija
1. Mostar Sevdah Reunion: "Mostar Sevdah Reunion" (1999),
2. Mostar Sevdah Reunion presents Šaban Bajramović: "A Gypsy legend" (2001),
3. Mostar Sevdah Reunion and Ljiljana Buttler: "The Mother of Gypsy Soul" (Snail Records 2002),
4. Mostar Sevdah Reunion: "A Secret Gate" (Snail Records 2003),
5. Mostar Sevdah Reunion and Ljiljana Buttler: "The legends of life" (Snail Records 2005),
6. Mostar Sevdah Reunion: "Saban" (Snail Records 2006),
7. Mostar Sevdah Reunion: "Cafe Sevdah" (2007),
8. Mostar Sevdah Reunion and Ljiljana Buttler "Frozen Roses" (Snail Records 2010),.
9. Mostar Sevdah Reunion: "Tales From A Forgotten City" (Snail Records 2013),
10. Mostar Sevdah Reunion: "Kings Of Sevdah" (Snail Records 2016),
11. Mostar Sevdah Reunion presents Sreta  "The Balkan Autumn" (Snail Records 2018),.
12. Mostar Sevdah Reunion: "Lady SIngs The Balkan Blues" (Snail Records 2022),
13. Mostar Sevdah Reunion: "Live in Sarajevo" (Snail Records 2023),
14. Mostar Sevdah Reunion: "Bosa Mara" (Snail Records 2024),

## Filmovi
- - Pjer Žalica 2000,
- 2005.

## Spoljašnje veze
- Mostar Sevdah Reunion -Zvanični sajt
- Mostar Sevdah Reunion-Interent stranica
- Mostar Sevdah Reunion -Diskografija Архивирано на веб-сајту  (6. новембар 2012)
- Zvanična Facebook stranica - Mostar Sevdah Reunion